# Aerobryopsis crispicuspis
Aerobryopsis crispicuspis là một loài Rêu trong họ Meteoriaceae. Loài này được (Besch.) M. Fleisch. miêu tả khoa học đầu tiên năm 1905.